# 追分車站 (北海道)
追分車站（日语：／ Oiwake eki */?）是位於日本北海道勇拂郡安平町追分中央，隸屬於北海道旅客鐵道（JR北海道）的鐵路車站。本站是兩條幹線鐵路室蘭本線與石勝線的交會車站，因此除了所有的普通列車都會停站之外，部分特急列車也會在此站停靠。往來本站的列車在過去主要是以貨運列車居多，尤其是途經夕張線（也就是今日的石勝線）的運煤列車，但今日在礦業的開採式微之後，客運佔了大部分的車次比例。
以前站內設有進行車輛整備維修用的追分機務段，以及管理列車駕駛等相關人員的追分運轉所。由於隸屬於東日本旅客鐵道的奧羽本線上也有一個同名車站，因此在本站的綠窗口購買的車票上，會寫上「(室)追分」的站名表示方式，其中「室」字代表通過本站的室蘭本線。

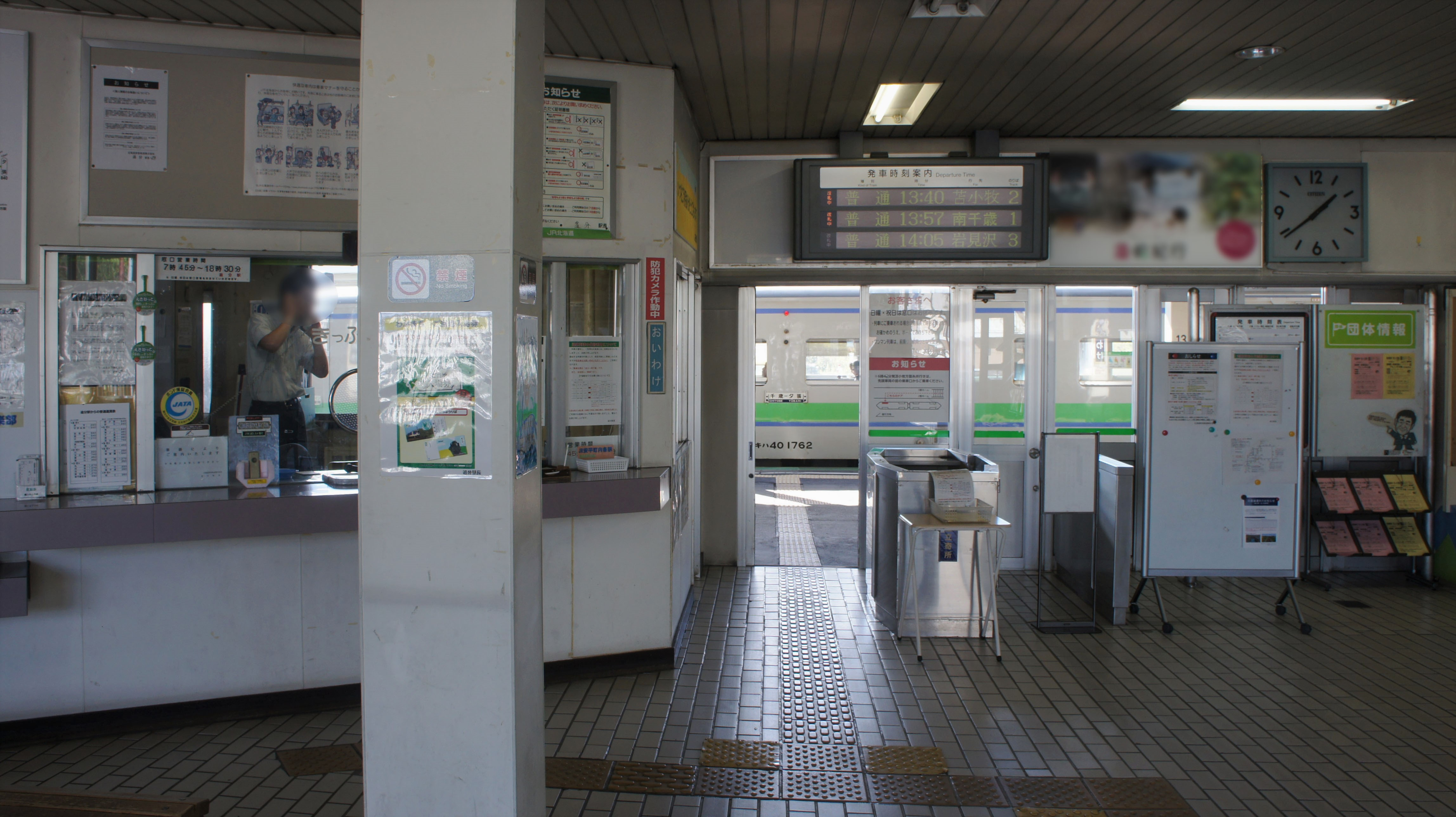
驗票口（2018年9月）

## 車站構造

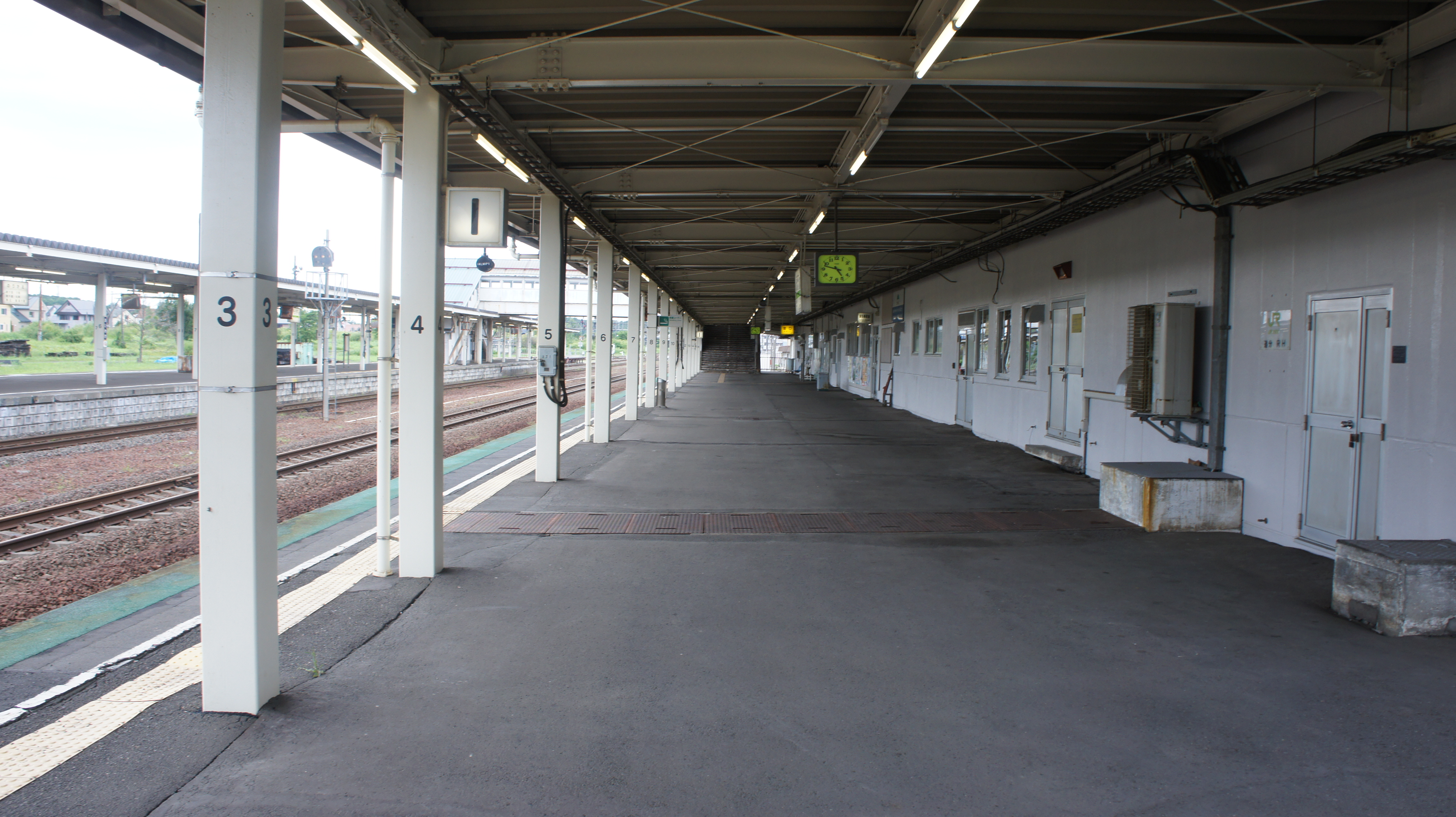
1號月台（2017年7月）

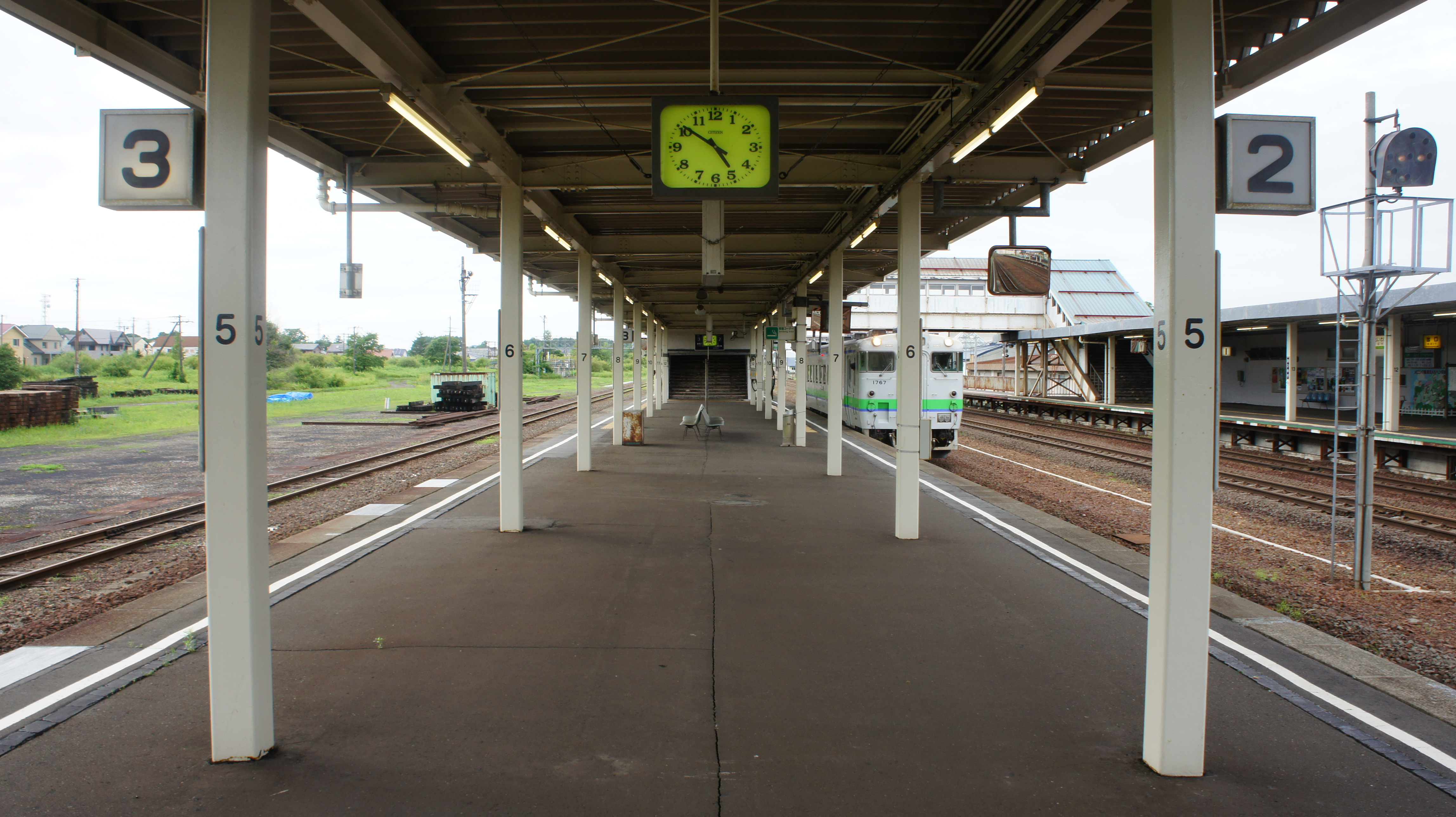
2號與3號月台（2017年7月）

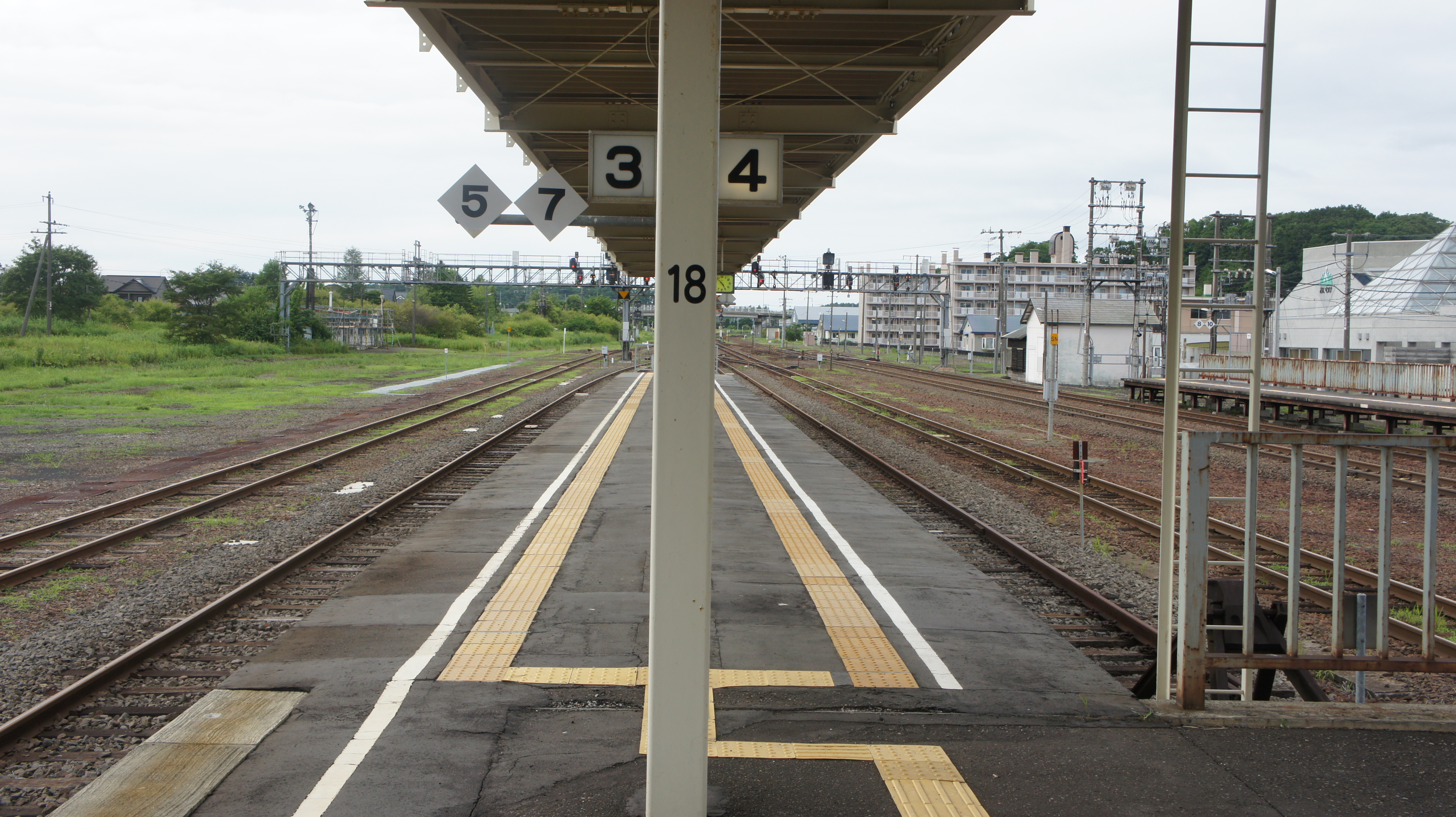
3號與4號月台（2017年7月）

- 擁有2面4線（4號線為頭端式月台）。車站南邊石勝線與室蘭本線的分歧點採用立體交叉。
- 從車站站房依序為1號、2號等線，特急列車主要停靠1號線。往岩見澤方向的列車停靠3號線，往新得方向的列車停靠4號線。1號線與2號線另鋪設一條通過線，供石勝線使用。
- 石勝線上的特急「十勝」（とかち）全部班次皆停靠；特急「大空」（おおぞら）部分班次停靠。
- 雖然有站員駐守，但只有平常日才辦理售票與剪票等業務，有關運轉、號誌控制等業務則全天皆駐守。
- 設有綠窗口（營業時間:7:45～18:30）、Kiosk等，假日沒有營業。

### 月台配置
| 月台 | 路線      | 方向 | 目的地                 |
| ---- | --------- | ---- | ---------------------- |
| 1    | ■石勝線   | 上行 | 南千歲、千歲、札幌方向 |
| 1    | ■石勝線   | 下行 | 新夕張、帶廣、釧路方向 |
| 2    | ■室蘭本線 | 上行 | 苫小牧、糸井方向       |
| 2    | ■室蘭本線 | 下行 | 岩見澤方向（始發）     |
| 2    | ■石勝線   | 下行 | 新夕張方向             |
| 3    | ■室蘭本線 | 下行 | 栗山、岩見澤方向       |
| 3    | ■石勝線   | 下行 | 新夕張方向             |
| 4    | ■石勝線   | 上行 | 此站終着列車、回廠列車 |

## 歷史
- 1892年（明治25年）
  - 8月1日 - 以北海道煤礦鐵道所屬的車站身份開始營運。由於車站在設置初期就已經預計要作為之後設置的鐵路支線之分岔點，因此選擇了「追分」（日文中「分歧路」的舊式用法）命名車站。
  - 11月1日 - 追分～夕張之間的支線（之後的夕張線，也就是今日的石勝線）通車。
- 1906年（明治39年）10月1日 - 根據鐵道國有法，北海道煤礦鐵道被日本政府收購國有化。
- 1981年（昭和56年）10月1日 - 改名為石勝線並通車。
- 1984年（昭和59年）2月1日 - 取消貨物及行李裝卸等服務。
- 1987年（昭和62年）4月1日 - 日本國有鐵道分割民營化，追分車站的經營由JR北海道繼承。
- 1992年（平成4年）7月 - 岩見澤運轉所追分派出所（舊稱「追分運轉所」）與追分車站統合。
- 2005年（平成17年）3月 - 運轉部門（列車駕駛管理部門）與岩見澤運轉所統合，站內不再配置駕駛人員。

## 車站周邊
- 北海道道226号舞鹤追分线
- 北海道道290號追分停車場線
- 北海道道462號川端追分線
- 苫小牧警署（日语：苫小牧警察署）追分派出所
- 追分郵局
- 北海道銀行追分分店
- 苫小牧廣域農業協同組合（JA苫小牧廣域）追分分所
- 安平町鐵路資料館（前追分町SL資料館） - 約20分鐘步行路程
- 厚真巴士（日语：あつまバス）「追分車站前」巴士站

## 相鄰車站
北海道旅客鐵道（JR北海道）
- 特急「大空」、「十勝」停靠站

■室蘭本線
安平－追分（K15）－三川
■石勝線
南千歲（H14）－（駒里信號場）－（西早來信號場）－追分（K15）－（東追分信號場）－川端（K17）

## 外部連結
- （日語）全驛參觀之旅 （页面存档备份，存于）
- （日語）追分站（JR北海道） （页面存档备份，存于）

42°52′12″N 141°48′16″E / 42.87000°N 141.80444°E